# 韦斯滕费尔德
韦斯滕费尔德是德国图林根州的一个市镇。总面积8.00平方公里，总人口380人，其中男性205人，女性175人（2011年12月31日），人口密度48人/平方公里。